# Душан Радић (лекар)
Душан Радић (Крушевац, 1892. — Врњачка Бања, 20. августа 1938) био је српски лекар и књижевник.

## Биографија
Душан Радић родио се 1892. у Крушевцу, а одрастао је у Мајдеву. По професији је био лекар и радио је у Врњачкој Бањи све до смрти 1938. године. Био је цењен и упамћен по благом и пријатељском приступу према пацијентима и бесплатном лечењу сиромашних. Називан је „Благим доктором“.
Др Душан Радић је био и књижевни писац. Писао је о „малим“ људима, сиромашнима, болеснима, људима са Гоча, Јастрепца и Копаоника, моравским и расинским сељацима, продирујући у њихов трагизам, и писао је њиховим језиком.
Објавио је 109 приповедака из сеоског живота и живота српске паланке у пет збирки: Три километра на сат, Кроз живот, На сто огњева, Живи наковањ и Тако ми планинци. Српска књижевна задруга објавила је Радићев роман Село 1937. године. Писао је и позоришне комаде.
Др Душан Радић бавио се и музиком. Свирао је виолину и виолу, компоновао је и дириговао оркестром. Своје музичке афинитете, стечене још у младости, пренео је на своју децу и бањску омладину.